# Metapelma compressipes
Metapelma compressipes är en stekelart som beskrevs av Peter Cameron 1909.
Metapelma compressipes ingår i släktet Metapelma och familjen hoppglanssteklar. Inga underarter finns listade i Catalogue of Life.